# Rodolfo Vitela
Rodolfo Vitela (* 10. März 1949 in Zacapu, Bundesstaat Michoacán, Mexiko) ist ein ehemaliger mexikanischer Radrennfahrer. 
1973 gewann Vitela die Vuelta y Ruta de Mexico. 1974 wurde er Sieger der Vuelta a Costa Rica und Zweiter der Vuelta a Cuba. 1975 vertrat Rodolfo sein Geburtsland Mexiko bei den Panamerikanischen Spielen und gewann die Goldmedaille im Mannschaftszeitfahren. In jener Saison gewann er den nationalen Titel im Straßenrennen.
1976 startete er ebenfalls für Mexiko bei den Olympischen Spielen. Im olympischen Straßenrennen schied er aus. 1978 wurde er panamerikanischer Straßenmeister.